# 米歇爾·普朗歇爾
米歇爾·普朗歇爾（法語：Michel Plancherel，法語發音：[miʃɛl plɑ̃ʃʁɛl]；1885年1月16日—1967年3月4日）是一名瑞士數學家。他出生於弗里堡州比西，在弗里堡大學獲得數學文憑，之後在1907年獲得博士學位，論文由马蒂亚斯·莱尔希指導。普朗歇爾曾在弗里堡大學擔任教授（1911年），並從1920年起在蘇黎世聯邦理工學院擔任教授。
普朗歇爾致力於數學分析、數學物理和代數等領域，並以調和分析中的普朗歇爾定理而聞名。他曾於1924年在多倫多及1928年在波隆那擔任國際數學家大會的特邀發言人。
普朗歇爾與塞西爾·泰爾西耶（Cécile Tercier）結婚，有9個孩子，並在蘇黎世的天主教傳教會擔任主持工作。

## 外部連結
- 約翰·J·奧康納; 埃德蒙·F·羅伯遜, ,  （英语）
- （法語） Short biography, Department of mathematics, University of Fribourg